# Jaroslav z Thun-Hohensteinu
Jaroslav František 2. kníže z Thun-Hohensteinu (celým jménem Jaroslav František de Paula Bedřich Desiderius Maria Josef Romedius hrabě (1916 kníže) z Thun-Hohenštejna, německy Jaroslav Franz de Paula Friedrich Desiderius Maria Joseph Romedius Graf (1916 Fürst) von Thun und Hohenstein, 23. května 1864Děčín (některé dokumenty uvádějí, že se narodil v Kvasicích) – 5. března 1929 Děčín) byl rakouský a český šlechtic z rodu Thun-Hohensteinů a politik. Od mládí se angažoval ve veřejném životě v Čechách, kde byl poslancem Českého zemského sněmu, po převzetí dědictví na Moravě byl činný na Kroměřížsku a v Brně. Byl poslancem Říšské rady a Moravského zemského sněmu. V roce 1916 po starším bratru Františkovi (1847–1916) zdědil knížecí titul a majetek v severních Čechách (Děčín). Mimo jiné byl švagrem a osobním přítelem arcivévody Františka Ferdinanda d'Este a po atentátu v Sarajevu se stal poručníkem nezletilých dětí zavražděného následníka trůnu.

## Biografie
Patřil k děčínské větvi starobylého rodu Thun-Hohensteinů, narodil se na zámku v Děčíně jako nejmladší potomek diplomata Bedřicha Františka z Thun-Hohensteinu (1810–1881) a jeho manželky Leopoldiny, rozené hraběnky Lambergové (1825–1902). Absolvoval gymnázium v Praze, poté pokračoval ve studiu na právnické fakultě Univerzity Karlovy, titulu doktora práv dosáhl v roce 1890. Hlásil se k českému státoprávnímu programu a národnosti. Šlo o jeden z výrazných případů generačního posunu, kdy se příslušník české šlechty přiklonil na rozdíl od svých předků k českému (federalistickému) politickému táboru. V roce 1889 byl jmenován c. k. komořím, po studiích krátce sloužil v armádě, u 13. dragounského pluku v Krakově strávil jeden rok a poté byl v hodnosti poručíka převeden do zálohy. Ve veřejném životě se začal angažovat v rámci spolků na Děčínsku, ještě před dokončením univerzitních studií vstoupil i do politiky. V zemských volbách roku 1889 byl zvolen na Český zemský sněm za velkostatkářskou kurii (svěřenecké velkostatky). Mandát obhájil i v zemských volbách roku 1895 a zemských volbách roku 1901. Na Českém zemském sněmu zasedal za Stranu konzervativního velkostatku. Na mandát rezignoval v roce 1902, kdy převzal správu dědictví po matce na Moravě. V Památníku českých starostů na Moravě z roku 1909 je uváděn jako c. k. komoří, velkostatkář, říšský a zemský poslanec,
od roku 1900 starosta Kvasic, místopředseda starostenského sboru kroměřížského, místopředseda okresní školní rady a okresního silničního výboru
a předseda agrární banky moravské.

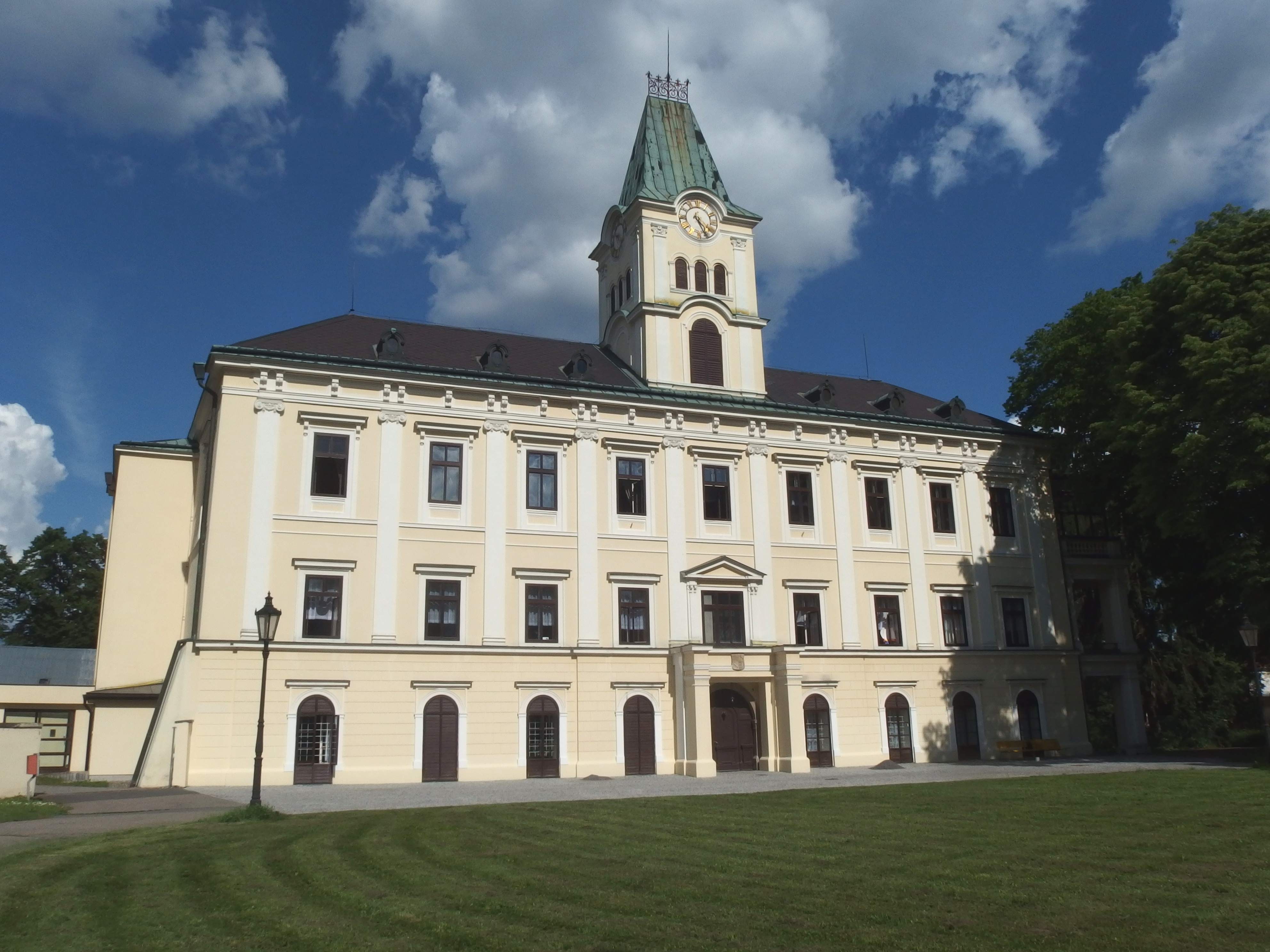
Zámek Kvasice, sídlo Jaroslava z Thun-Hohensteinu v letech 1902–1916

Po přestěhování na Moravu se stal poslancem Moravského zemského sněmu. V zemských volbách roku 1906 sem byl zvolen za kurii velkostatkářskou, v I. sboru. Na počátku 20. století se zapojil i do celostátní politiky. Ve volbách do Říšské rady roku 1907 se stal poslancem Říšské rady (celostátní zákonodárný sbor) za český obvod Morava 14. Usedl do poslanecké frakce Český katolicko-národní klub (širší aliance českých klerikálních subjektů). Šlo o dlouhodobější tendenci moravské historické šlechty spolupracovat s katolickým politickým táborem. V rámci finančního odboru Moravského zemského sněmu byl aktivním účastníkem politických debat, kromě toho zastával řadu čestných funkcí v různých institucích na Kroměřížsku. V letech 1910–1912 byl prezidentem Zemědělské rady Moravského markrabství a v letech 1908–1914 předsedou Moravské agrární a průmyslové banky v Brně. V letech 1903–1915 byl také starostou v Kvasicích, kde v té době trvale žil.
Po smrti staršího bratra Františka zdědil v roce 1916 titul knížete a majetek v severních Čechách (Děčín). Zároveň se stal dědičným členem rakouské Panské sněmovny, dále byl c. k. tajným radou a čestným rytířem Maltézského řádu. Jaroslav z Thun-Hohensteinu byl přes svou manželku švagrem Františka Ferdinanda d'Este a patřil k jeho osobním přátelům. Po sarajevském atentátu se stal poručníkem následníkových dětí (měl na starost především správu majetku, vlastní výchovu následníkových dětí zajišťovala švagrová Jindřiška Chotková). Zabýval se výzkumem genealogie svého rodu. Okolo roku 1909 a 1910 se s bratrem Franzem začali zajímat o automobily a vzájemně se informovali o nákupu nových vozů a cestách podniknutých s nimi. Patřili mezi průkopníky motorismu mezi šlechtickou společností.
Zemřel v březnu 1929 na svém zámku v Děčíně na slabost srdce. Pohřeb se konal v kapli svatého Jana v Podmoklech.

## Majetek

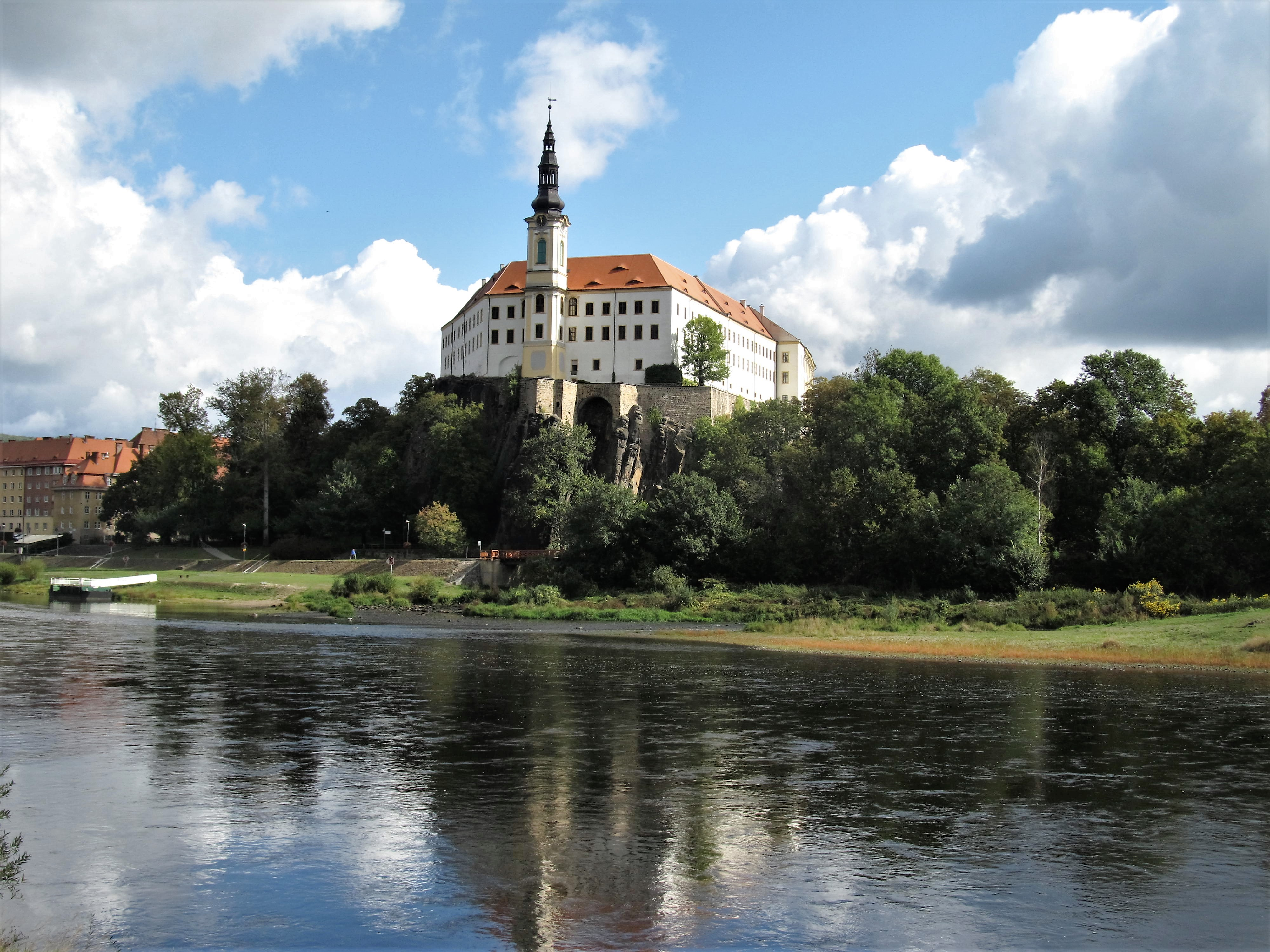
Zámek Děčín, hlavní sídlo Thun-Hohensteinů

Po matce Leopoldině z rodu Lambergů zdědil v roce 1902 na Moravě velkostatky Kvasice, Morkovice a Zdounky. K těmto třem velkostatkům patřilo téměř 5 500 hektarů půdy a několik průmyslových provozů. Krátce poté Jaroslav z Thun-Hohensteinu rezignoval na politické aktivity v Čechách a trvale přesídlil na Moravu, aby se věnoval správě majetku. Rodina žila na zámku v Kvasicích, na podzimní hony se zajíždělo do Morkovic. Morkovický velkostatek byl v roce 1911 odprodán Filipu Arnoštovi Kinskému. K další změně v majetkových poměrech došlo v roce 1916, kdy Jaroslav po starším bratru Františku Antonínovi zdědil kromě knížecího titulu také stěžejní majetek Thun-Hohensteinů v severních Čechách. Jednalo se o velkostatek Děčín s přidruženým statkem Jílové s celkovou rozlohou 11 016 hektarů půdy. Kromě majorátního fideikomisu patřilo k dědictví po Františku Antonínovi ještě panství Peruc a velkostatek Zdíkov na Šumavě o rozloze více než 5 000 hektarů půdy. Po převzetí majetku v Čechách přesídlil kníže Jaroslav na zámek v Děčíně, kde pod jeho poručnickou správou vyrůstali i sirotci po zavražděném následníkovi trůnu Františku Ferdinandovi d'Este. Po zániku monarchie a vzniku Československa došlo k majetkovým ztrátám, kdy byl během pozemkové reformy vyvlastněn velkostatek Zdíkov.

## Rodina
Ještě během univerzitních studií se v roce 1887 oženil v Praze s hraběnkou Marií Piou Chotkovou (1863–1935), dcerou diplomata Bohuslava Chotka a starší sestrou Žofie Chotkové, vévodkyně z Hohenbergu. Marie Pia se později stala c. k. palácovou dámou a dámou Řádu hvězdového kříže. Z manželství pocházelo šest dětí, s výjimkou nejmladšího syna Arnošta Leopolda, narozeného v Kvasicích, se všechny narodily v Praze.
- 1. Leopoldina Marie (16. dubna 1889, Praha – 21. června 1975, Purkersdorf), manž. 1938 František Maria svobodný pán Vorst-Gudenau-Mirbach (6. května 1878, Żądłowice, Lodžské vojvodství – 28. února 1952, Köfering), c. k. komoří, kapitán
- 2. František de Paula Antonín (17. prosince 1890, Praha – 20. dubna 1973, Ulm), c. k. komoří, nadporučík, rytíř Řádu zlatého rouna, majitel velkostatků Děčín a Peruc, manž. 1916 Marie Františka princezna Lobkowiczová (2. dubna 1893, Praha – 17. února 1964, Bolzano)
- 3. Vilemína Marie (11. prosince 1892, Praha – 17. května 1957, Vídeň), manž. 1918 Arnošt Gideon svobodný pán Laudon (3. července 1886, Bystřice pod Hostýnem – 26. března 1944, Brno), rytíř Maltézského řádu, majitel velkostatku Bystřice pod Hostýnem
- 4. Marie Anna (15. března 1897, Praha – 18. února 1971, Řezno), manž. 1920 Alfred Maria hrabě z Neippergu (21. června 1888, Schwaigern, Bádensko-Württembersko – 11. září 1941, Grünwald, Bavorsko)
- 5. Sophie Marie (28. listopadu 1901, Praha – 17. prosince 1981, Köfering), I. manž. 1922 Josef hrabě Lerchenfeld-Köfering (6. května 1895, Bamberk – 27. července 1936, Mnichov), rozvod 1925, II. manž. 1947 Karl Adolf Germann (1898–1952)
- 6. Arnošt Leopold (9. ledna 1905, Kvasice – 3. října 1985, Feldafing, Bavorsko), rytíř Řádu zlatého rouna, majitel velkostatku Kvasice, manž. 1934 Marie Terezie svobodná paní Wiederspergerová